# PCC-783 신성
PCC-783 신성은 대한민국 해군이 운용하는 포항급 초계함 중 하나이다.
2013년 해군 사격대회 최우수함으로 선정되었다.
아 전투함은
지명유래를 원칙으로 하나
유일하게 시.기존군단위 등급이 아닌
Pcc인 신성함은 기존폐선한 경비함 PCE 1001신성함의
함명을 이어받아
782 광명함에 이어
1992년, 783신성함으로 대한조선건조,명명 되었으며
785 공주함을 끝으로
6차선에 달하는 아해군의 연안 대간작전의 주력인
PCC 건조는 종료된다.

참고로
신성도 지명이긴 하나..
PCC 명명처인 시단위는 아니고 마을 단위이며
이충무공 유적지인
전남 순천시 해룡면 신성리
(신성포/순천왜성/이충무공사당 충무사가 위치함)
정유재란때 왜군장수 고니시 유키나가가
이순신과,명의 해군을 맞아
최후 항전의 거점으로 왜성을 쌓고 칩거한 곳의 마을 지명이다.
송희립.정운 장군과 함께 위패를 모시고 있으며
정유재란후
당시 순천부(여수시포함) 왜군의 혼령이
많이 나타났으나, 주민들이 십시일반 헌납하여
사당 건립후 잠잠해 졌다는 구전이 있다.
이로서
순천시는 순천함과 신성함 그리고 pcc765여수함
까지..
세척의 전투함 명명지가 되기도 하는듯 하다.
(당시 순천부 관할은 순천.신성.여수임)
아마..
이충무공의 전적및 구선의 선소,
풍전등화의 조선의 7년간의 전쟁을 끝내는등..
많은 역할을 담당했던 순천부(현재여수포함)의
역사적 의의 때문일까?
현재는
신성리 앞 바다를 매립후 율촌산단이(현대제철외)
입주하여 해안선이 많이 바뀌었다
Written by 장형환